# Tomàs Carreras i Artau
Tomàs Carreras i Artau (Girona, 3 d'abril de 1879 - Barcelona, 23 d'octubre de 1954) va ser un filòsof, etnòleg i polític català.

## Biografia
Fill de Tomàs Carreras i Mas natural de Figueres d'ofici impressor i de Concepció Artau i Barnoya de Girona. Net de Tomàs Carreras i Mas natural de Barcelona també impressor fundador dels Carreras (impressors). Per la banda materna era net de Joan Artau i Barrera propietari de l'Antiga Sala Odeon de Girona.
Tomàs Carreras va ser catedràtic d'ètica a la Universitat de Barcelona des del 1912 i fins al 1949. Va crear l'Arxiu d'Etnografia i Folklore de Catalunya. A més, va ser membre de l'Acadèmia de Bones Lletres de Barcelona. Juntament amb Jaume Serra i Húnter i Ramon Turró i Darder, van fundar l'any 1923 Societat Catalana de Filosofia, filial de l'Institut d'Estudis Catalans.
Conjuntament amb el seu germà Joaquim Carreras i Artau, va obtenir el premi de l'Asociación Española para el Progreso de las Ciencias, per la publicació entre 1939 i 1943 la Historia de la filosofía española. Filosofía cristiana de los siglos XIII al XV (en castellà). El 1946 va esdevenir el primer president de l'Institut d'Estudis Gironins i redactor dels Annals Gironins.
En el camp polític, va ser militant de la Lliga Regionalista i a les eleccions al Parlament de Catalunya de 1932 va ser elegit diputat per a la província de Girona. A l'inici de la Guerra Civil Espanyola, pel seu compromís catòlic, va haver de fugir del país i el seu arxiu va disperar-se. Després de la guerra va ser ponent de cultura al primer ajuntament que es formà a Barcelona a més de col·laborar en la creació de l'Orquestra Municipal de Barcelona l'any 1944 i museus com el Museu Etnològic.